# Nystagmus (aandoening)
Nystagmus is een verschijnsel of symptoom waarbij de ogen op een specifieke manier heen en weer bewegen, met een trage fase naar de ene kant en een snelle fase naar de andere kant. Men spreekt van nystagmus naar links of rechts naargelang de richting van de snelle fase. Een nystagmus kan horizontaal, verticaal, of rotatoir optreden.
Deze oogbewegingsafwijking komt weleens in aangeboren vorm voor, onder andere bij albinisme, maar duidt in de geneeskunde meestal op een aandoening van het evenwichtsorgaan, via de vestibulo-oculaire reflex. De patiënten zijn in dat geval zonder uitzondering duizelig. Oorzaken kunnen onder andere zijn: oorontsteking, virale labyrintitis, benigne paroxismale positieduizeligheid, neuritis vestibularis, ziekte van Menière, syndroom van Menière, doorbloedingsstoornissen, gebruik van ototoxische geneesmiddelen, ataxie (erfelijke aandoening) en overmatig alcohol- of tabaksgebruik.
Deze verworven vormen van nystagmus gaan in de regel over als de onderliggende aandoening overgaat: een verworven, blijvende nystagmus is zeldzaam. Bij een langdurig niet functionerend labyrint treedt gewenning op: de hersenen leren de foutieve signalen na enige weken te negeren.
Nystagmus kan zowel optreden door uitval van een labyrint of overprikkeling van de andere kant.
Ook bij mensen die duizelig uit een draaimolen stappen kan men een nystagmus waarnemen: dit is normaal.

## Benaming
De nystagmus wordt benoemd naar de snelle fase, dus de kant naar waar de snelste en opvallendste oogbeweging is.